# Distretto di Mueang Suang
Il distretto di Mueang Suang (in thailandese: เมืองสรวง) è un distretto (amphoe) della Thailandia, situato nella provincia di Roi Et.